# 大阪市立鶴見図書館
大阪市立鶴見図書館（おおさかしりつつるみとしょかん）は、大阪府大阪市鶴見区にある大阪市立図書館の分館。

## 施設概要
- 開館：1976年（昭和51年）12月15日（2005年（平成17年）5月10日建替）
- 延床面積：1473平方メートル
- 閲覧室：793.3平方メートル

（図書館は1階、1-3階は区民センター、5-8階は住宅）

## 所蔵
- 図書：96,818冊[1]
- 雑誌：127タイトル
- 新聞：17紙
- ビデオ：997本
- DVD：246枚
- CD：3,761枚

（2019年3月31日現在）

## 貸出
- 1人15冊まで（うち、CD・DVD・カセットは5点まで）15日間[2]

## アクセス
- Osaka Metro長堀鶴見緑地線 横堤駅からすぐ